# یواس‌اس بیوکنن (دی‌دی-۱۳۱)
یواس‌اس بیوکنن (دی‌دی-۱۳۱) (به انگلیسی: USS Buchanan (DD-131)) یک کشتی بود که طول آن 314 feet, 4 inches (95.81 m) بود. این کشتی در سال ۱۹۱۹ ساخته شد.